# Sac Kavurma

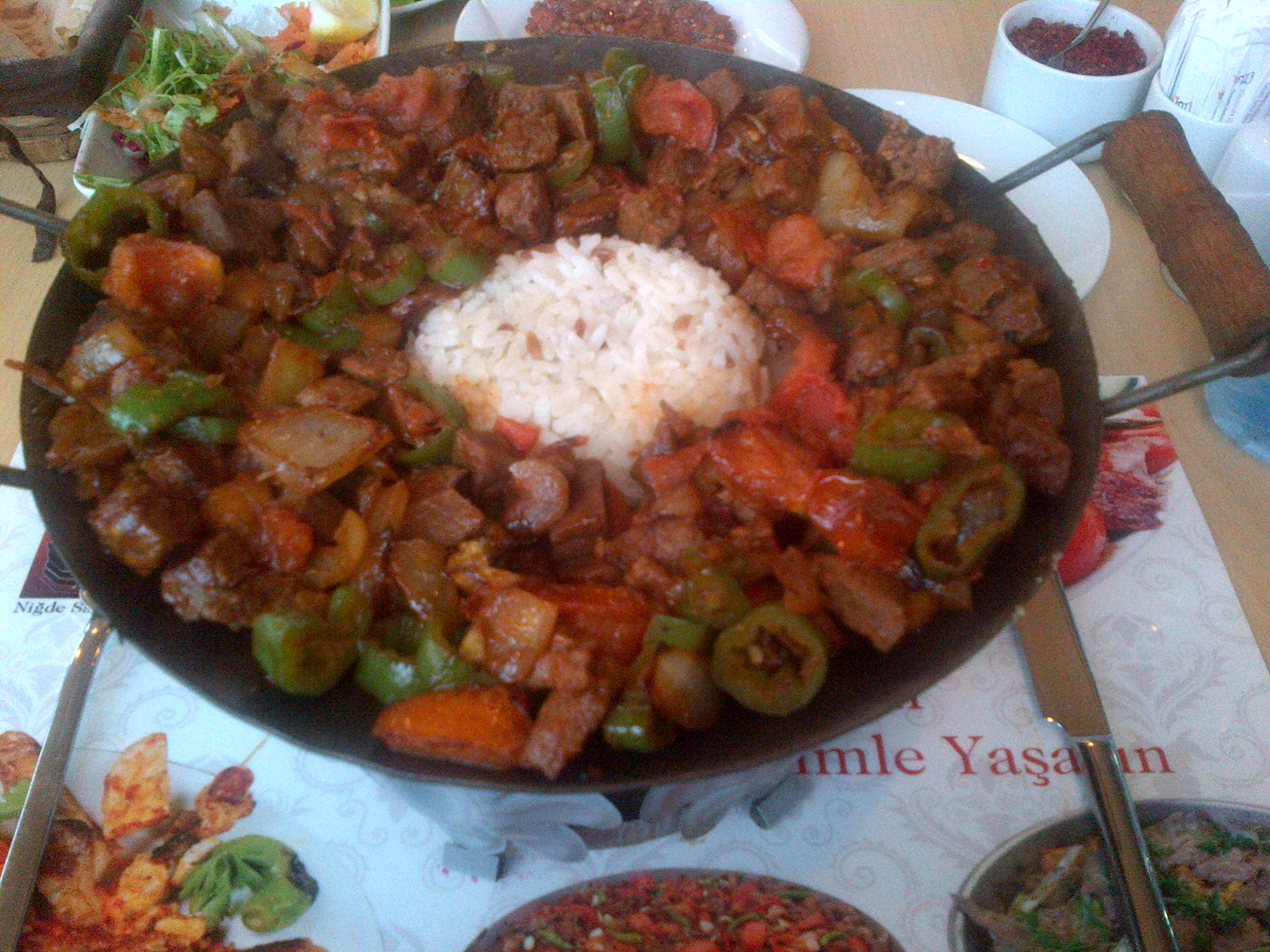
Sac kavurma oder Çoban kavurma

Sac Kavurma ist ein türkisches Gericht.
Dieses Gericht besteht aus Lamm- oder Rindfleischstücken, die mit Zwiebeln, Paprika und Peperoni in einer türkischen Pfanne (Sac) gebraten werden, als Beilage werden häufig Bulgur und Salat serviert sowie frisches Brot, das man in das Öl im Sac eintunkt. Das Gericht wird für gewöhnlich in der Pfanne am Tisch serviert.
Sac Kavurma zählt zu den traditionellen Spezialitäten der türkischen Küche und findet sich, häufig falsch geschrieben als Saç (Haar) Kavurma anstelle von Sac (Blech/Pfanne) Kavurma, auch auf den Speisekarten türkischer Restaurants in Deutschland.

## Etymologie
„Sac“ ist eine Abwandlung des alttürkischen Wortes „sāç“, das übersetzt Bratpfanne bedeutet. Das Wort „kavurmak“ (osmanisch türkisch قاورمق) setzt sich aus dem alttürkischen Verbstamm „kaġur“ (braten, brutzeln, bräteln, rösten) und der Infinitivendung „mak“ zusammen. Der Kurzinfinitiv lautet „Kavurma“ (osmanisch türkisch قاورمه).

## Geschichte
Die älteste erhaltene Aufzeichnung des Wortes „sāç“ stammt aus dem Jahr 1074. In seinem Werk „Dīwān Lughāt at-Turk“, einem umfassenden Wörterbuch türkischer Sprachen, übersetzt Mahmūd al-Kāschgharī das Wort „sāç“ als „tava“ (türk. Pfanne). Im 19. Jahrhundert übersetzt der britische Lexikograph James William Redhouse das Wort kavurma (قاورمه, qawurma) als „[...] a fry, a dish of fried food“ (deutsch Pfannengericht, Bratgericht).

## Verbreitung
Das Fleischgericht ist bei den Turkvölkern Zentralasiens, mit geringfügiger linguistischer Abwandlung und einer Abweichung in der Schreibweise, als Kuyrdak (auch Kuurdak oder Kuïrdak) bekannt (Kazachisch: қуырдақ, Quyrdaq, Kirgisisch: куурдак, Turkmenisch gowurdak; Говурдак, Uigurisch: قورداق, қордақ, qordaq, Usbekisch: qovurdoq).
In Aserbaidschan wird das Gericht Sac Qovurma genannt, in der Levante Qawirma (arabisch قورما), in Balkan-Ländern Kavarma oder Kavurma und in Georgien Kayrma (Kaurma, ყაურმა).
Das indische Korma, das iranische Ghorme (persisch قرما), das armenische Ghavurma (auch Tehal genannt, armenisch տհալ) und das griechische Kavourmas (griechisch καβουρμάς) sind alle dem alttürkischen Wort „kavurma“ entlehnt.